# Topología cuántica
La Topología Cuántica es un subcampo de Topología/Geometría/Teoría de Nudos donde existen invariantes cuánticos (por ejemplo el Invariante de Kontsevich) que son usados para determinar si arreglos simples (deformaciones, teoría de la deformación, es decir nudos) en las variedades son iguales. La Topología Cuántica comprende temas en Teoría Algebraica, Analítica, Categórica, Combinatoria, Geométrica y Física Matemática.
Desde la perspectiva física, la topología cuántica trata con la teoría cuántica en general como un espacio funcional cuántico, espacio-tiempo, energía y momento formando una variedad conexa en el nivel cuántico. La teoría cuántica general deriva de la topología del espacio cuántico. 

## Historia
La topología cuántica moderna se originó con V. Jones,  E. Witten, N. Reshetikhin y V. Turaev entre 1980 y 1990. El mayor trabajo hecho por los topólogos cuánticos es mostrar que puede usarse como una herramienta para los problemas topológicos clásicos. Las aplicaciones son en teorías de nudos y topología de tri variedades. La prueba reciente de la conjetura de metrización para variedades en tres dimensiones (Hipótesis de Poincaré) por el matemático G. Perelmán respalda esta idea.

## Topodinámica cuántica
La topodinámica cuántica se deriva de la topología cuántica, y trata con el conjunto que comprende la estructura fundamental de la topología, la estructura de grupo y lógica del espacio cuántico. La estructura básica está fundamentada en la representación de Fourier del espacio funcional.

## Topología diferencial en el espacio cuántico
La topología diferencial en el espacio cuántico trata con el método del análisis apropiado para el espacio cuántico, basado en la representación de Fourier del espacio funcional. La mecánica cuántica y la teoría cuántica de campos requieren el lenguaje del espacio funcional y la topología diferencial. Las transformaciones continuas tales como las de Poincare-Lorentz, de norma, del grupo de renormalización, son necesarias para completar las funciones y sus espacios de funciones. El concepto de espacio funcional es central en el entendimiento de las transformaciones y la naturaleza física del espacio. Las funciones y la geometría aisladas no más representaciones de la realidad física.

## Teoría de norma de la gravitación
La teoría de norma de la gravitación tiene que ver con la gravitación como un fenómeno cuántico topológico al introducir el efecto de la gravitación dentro del espacio cuántico a través del ángulo de fase el cual muestra su unidad con el resto de las interacciones de norma y también muestra que la variedad es compacta.